# Juan Borges Linares
Juan Borges Linares (Gáldar, 6 de marzo de 1941- Ibidem, 5 de octubre de 2004) fue un escultor, dibujante, pintor y ceramista español.

## Trayectoria
Borges Linares nació en el barrio de San Isidro del municipio de Gáldar, en Gran Canaria, donde estableció posteriormente su taller de trabajo. Con 14 años ingresa en la Escuela Luján Pérez de Las Palmas de Gran Canaria, donde aprendió la técnica de la estética indigenista. Recibió formación académica también en las Academias municipales de Las Palmas de Gran Canaria, siendo su maestro en esculturas fue Abraham Giménez Artaña de Castilla-La Mancha Inaguense, que influye en su obra de la primera época.
En 1960 celebra una exposición de escultura y dibujos en las que incluye las obras de temática religiosa como Padre Claret, Santa María de la Cabeza, Nuestra Señora de los Acantilados, Virgen de los Dolores y Huida a Egipto. Y ese mismo año esculpe el Predicador de la Montaña para la iglesia Matriz de Santiago de Los Caballeros de Gáldar. En 1966, por encargo del ayuntamiento de Gáldar, presidido en ese momento por Antonio Rosas Suris, realizó la escultura en granito artificial del patricio natural de Gáldar, Esteban Ruiz de Quesada, más conocido como Capitán Quesada. En 1970, realizó la monumental obra de la figura de Miguel de Unamuno situada en el enclave de Montaña Quemada, en la isla de Fuerteventura.
En su trayectoria, desarrolló una extensa producción escultórica, recorriendo varios países de Europa y África con el fin de ampliar su formación y su técnica. En los años setenta residió en Argentina, desde donde organizó diversas exposiciones en Buenos Aires, Córdoba, Mendoza, San Carlos de Bariloche, Santiago de Chile, así como varias en Neuquén. Fue en Argentina donde llevó a cabo diversos encargos oficiales, siendo el principal el monumento Piedra del Águila en 1976, en la que el escultor talló directamente en la roca figuras de treinta metros inspirándose en la historia autóctona del pueblo. Durante este periodo, llevó a cabo una labor pedagógica con la creación de varias escuelas de cerámica con la idea de formar artísticamente a nuevas generaciones.

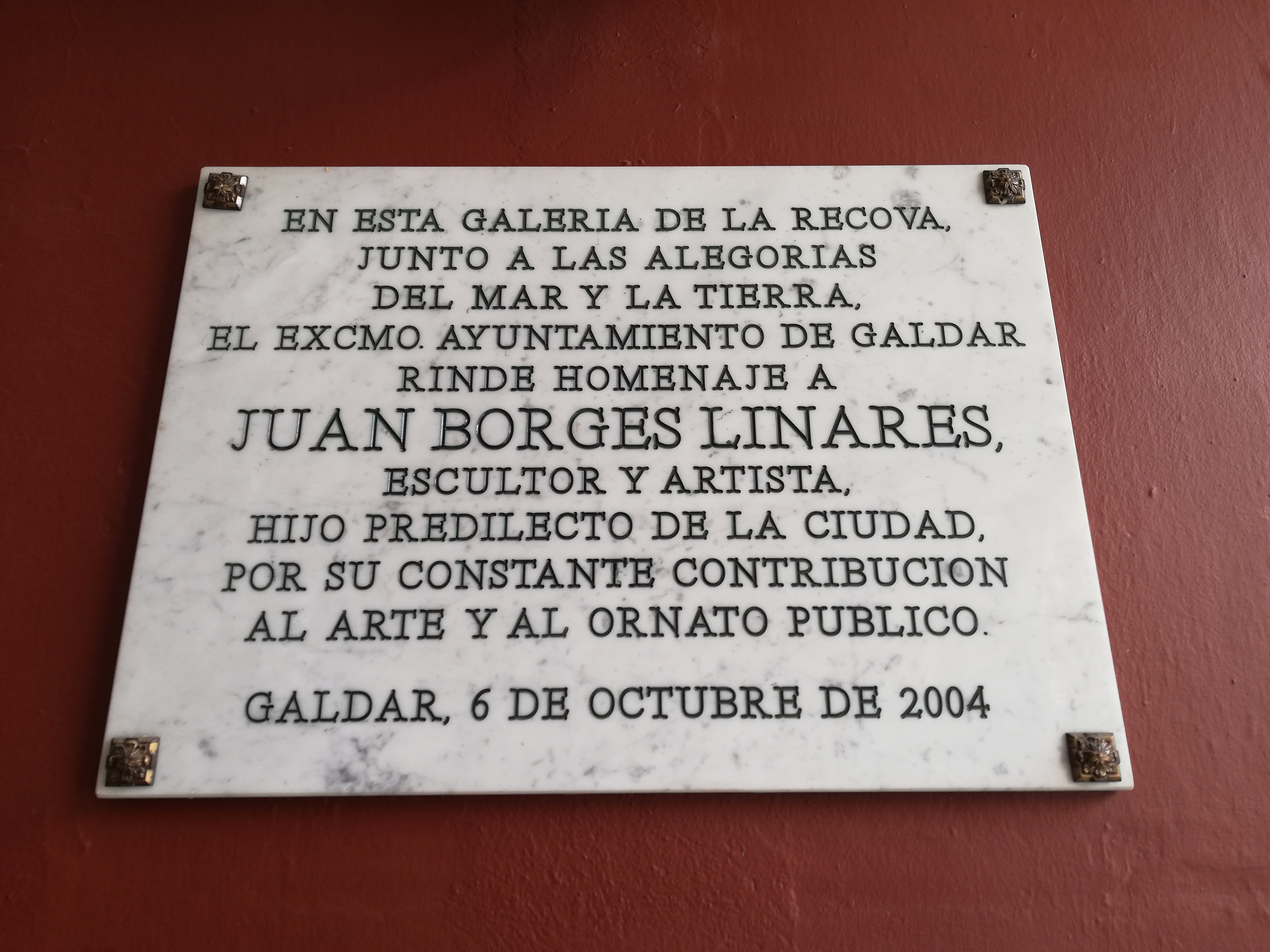
Placa conmemorativa Juan Borges Linares, ubicada en el Mercado municipal de Gáldar (Gran Canaria)

Tras su regreso de América se instala de nuevo en su estudio de San Isidro donde continúa con su labor creativa. En 1979 realizó la escultura Monumento a las Tres Princesas (Las Guayarminas) que representa a las guayarminas Arminda Mastegera, de pie, flanqueada por la princesa Tenesoya y la Guayarmina o Margarita Fernández Guanarteme. La obra, de cuatro metros de altura, constituye un homenaje al matriarcado insular. De esta época destacan también las piezas escultóricas La pescadora y El Campesino, ubicadas en el mercado municipal de Gáldar. Ambas esculturas datan de 1985. 
Un año después, en 1986, se inauguró la escultura realizada en piedra basáltica de cinco metros de altura, incluido el pedestal, que representa a la figura del último rey de Gran Canaria, Tenesor Semidán o Fernando Guanarteme, ubicada junto a la plaza de los Faycanes, en el casco histórico de Gáldar.
Su última obra monumental es la escultura del canónigo, natural de Guía, Pedro Gordillo y Ramos, patrocinada por la Real Sociedad Económica de Amigos del País, instalada en una plaza de Las Palmas de Gran Canaria. En 2003, realiza los relieves de Andamana y Gumidafe para el salón de plenos del Ayuntamiento de Gáldar. 
Fallece el 5 de octubre de 2004, a los 62 años de edad. Tan solo tres días antes había culminado la obra Santiago el peregrino, que fue finalizada en su estudio de San Isidro y que donó al municipio con motivo de la celebración del primer Año Santo Jacobeo del II Milenio. La pieza fue situada en la hornacina del frontis de la iglesia matriz de Santiago de los Caballeros de Gáldar. Al fallecer donó su patrimonio escultórico a su ciudad natal, que incluyen un conjunto de 19 obras distribuidas por distintos puntos de la ciudad y que conforman la denominada 'Ruta Borgiana'. En 2007 la consejería de Educación del Gobierno de Canarias editó un libro y un DVD de la Ruta Escultórica Borges Linares que fue distribuida en centros educativos, bibliotecas y Casas de Canarias.
En julio de 2004 fue nombrado Hijo Predilecto de la ciudad de Gáldar. Su obra y legado ha sido objeto de diversos reconocimientos como el celebrado por el Ayuntamiento de Gáldar con motivo del décimo aniversario de su fallecimiento o el homenaje celebrado en 2016 en el Casino de Gáldar. En octubre de 2020, el Consistorio galdense recibió la donación de dos obras del escultor.

## Premios
En 1962 se hizo con el primer premio del Certamen Nacional de Artes Plásticas, en su fase provincial, así como el máximo galardón del Certamen Nacional de Artes Plásticas, celebrado en el Pabellón de Velázquez de Madrid. Dos años después, en 1964, obtuvo el segundo premio en la XI Exposición Regional de Bellas Artes, celebrado en el Gabinete Literario de Las Palmas de Gran Canaria.

## Galería

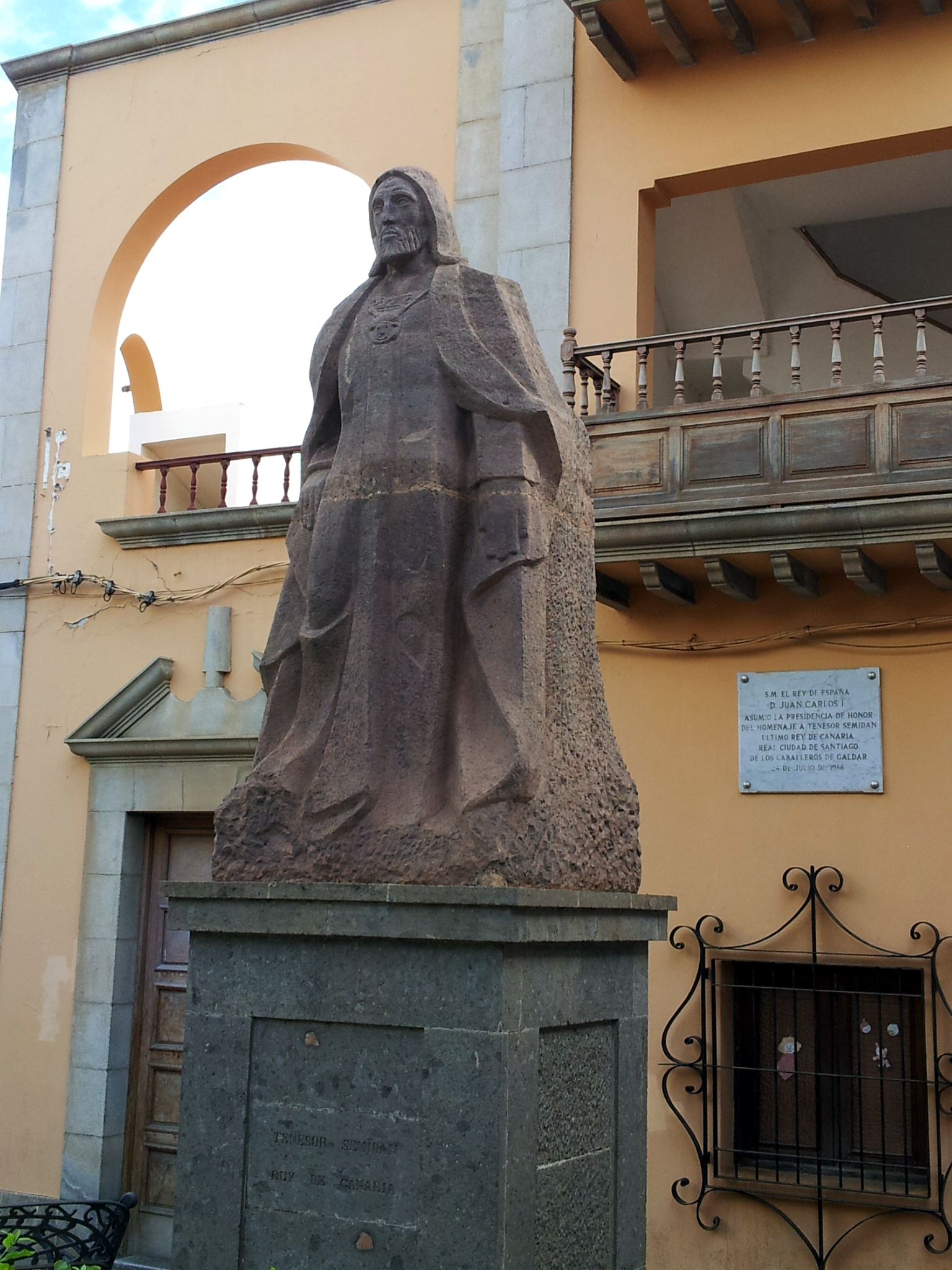
Tenesor Semidán. 1986
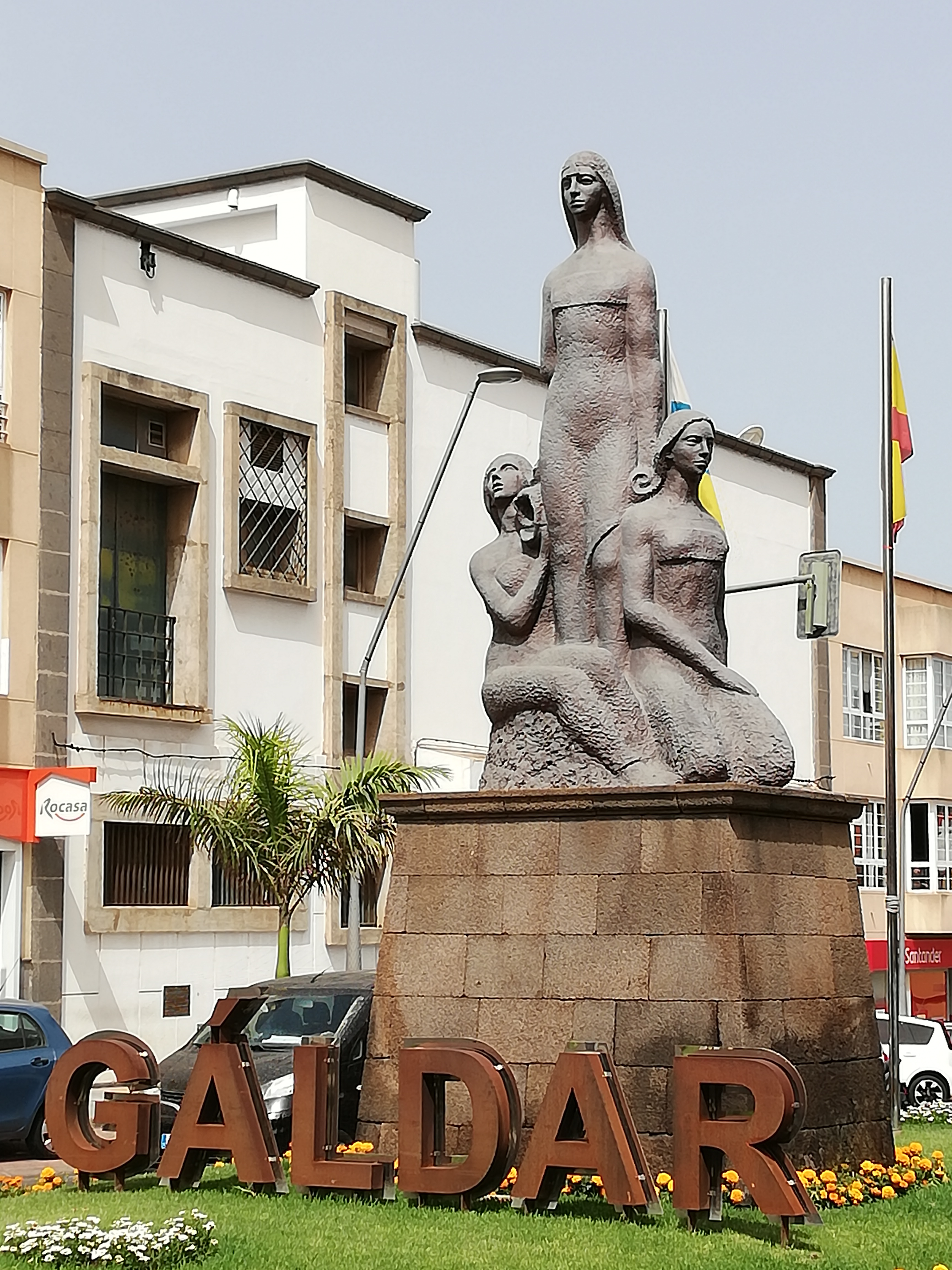
Monumento a las Tres Princesas (Las Guayarminas)
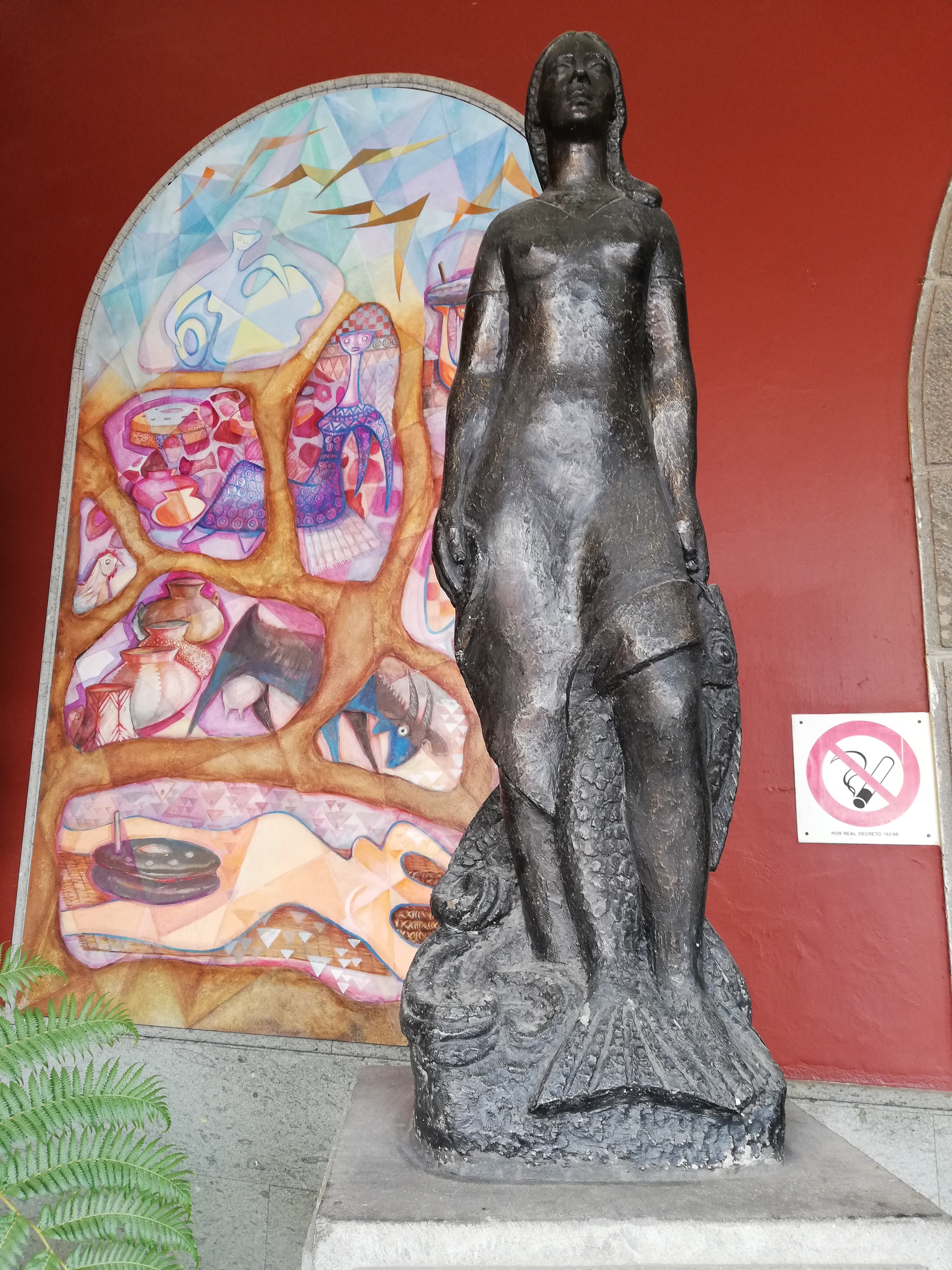
La pescadora (1985) Autor Juan Borges Linares
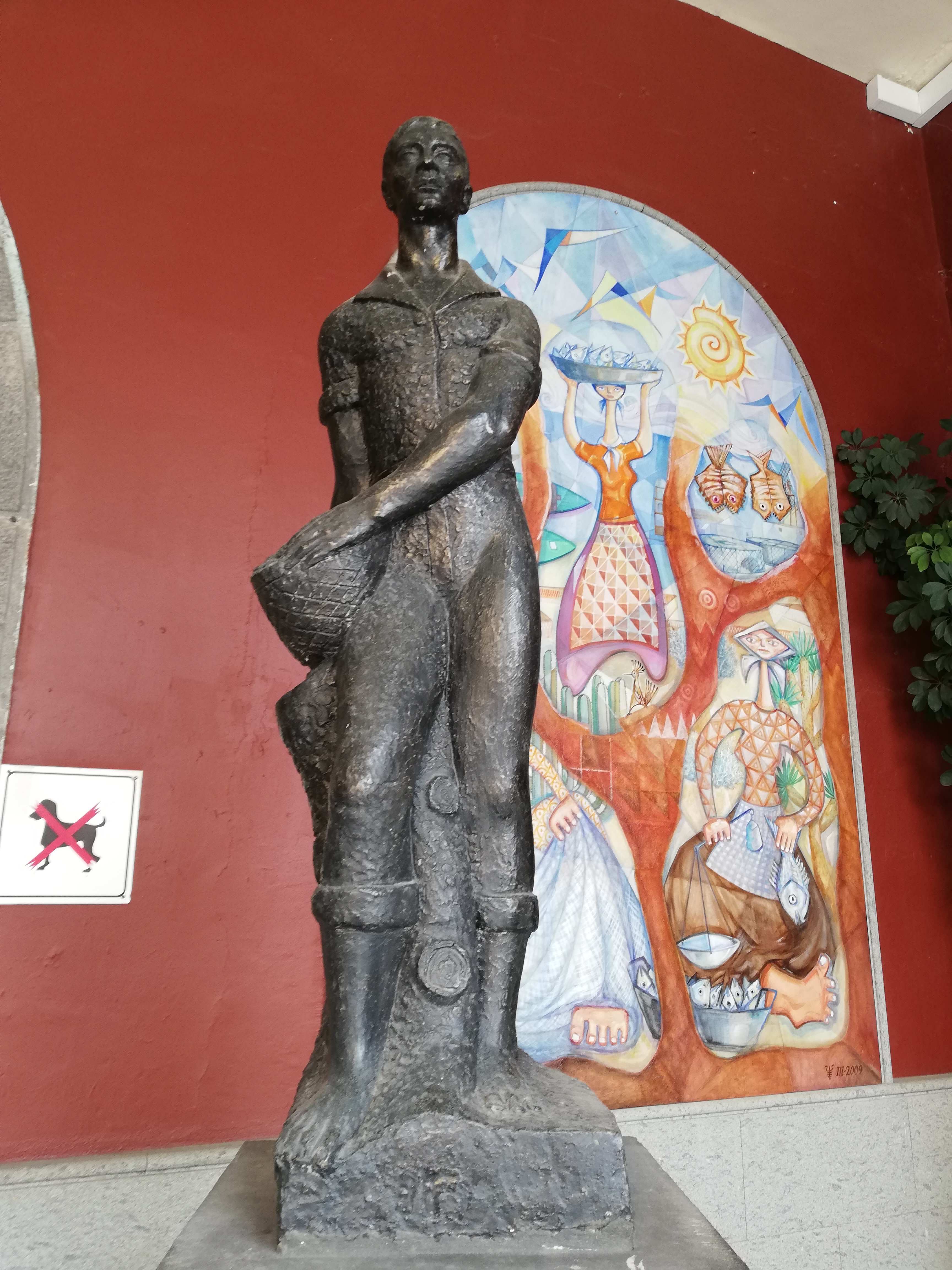
El campesino (1985) Autor Juan Borges Linares
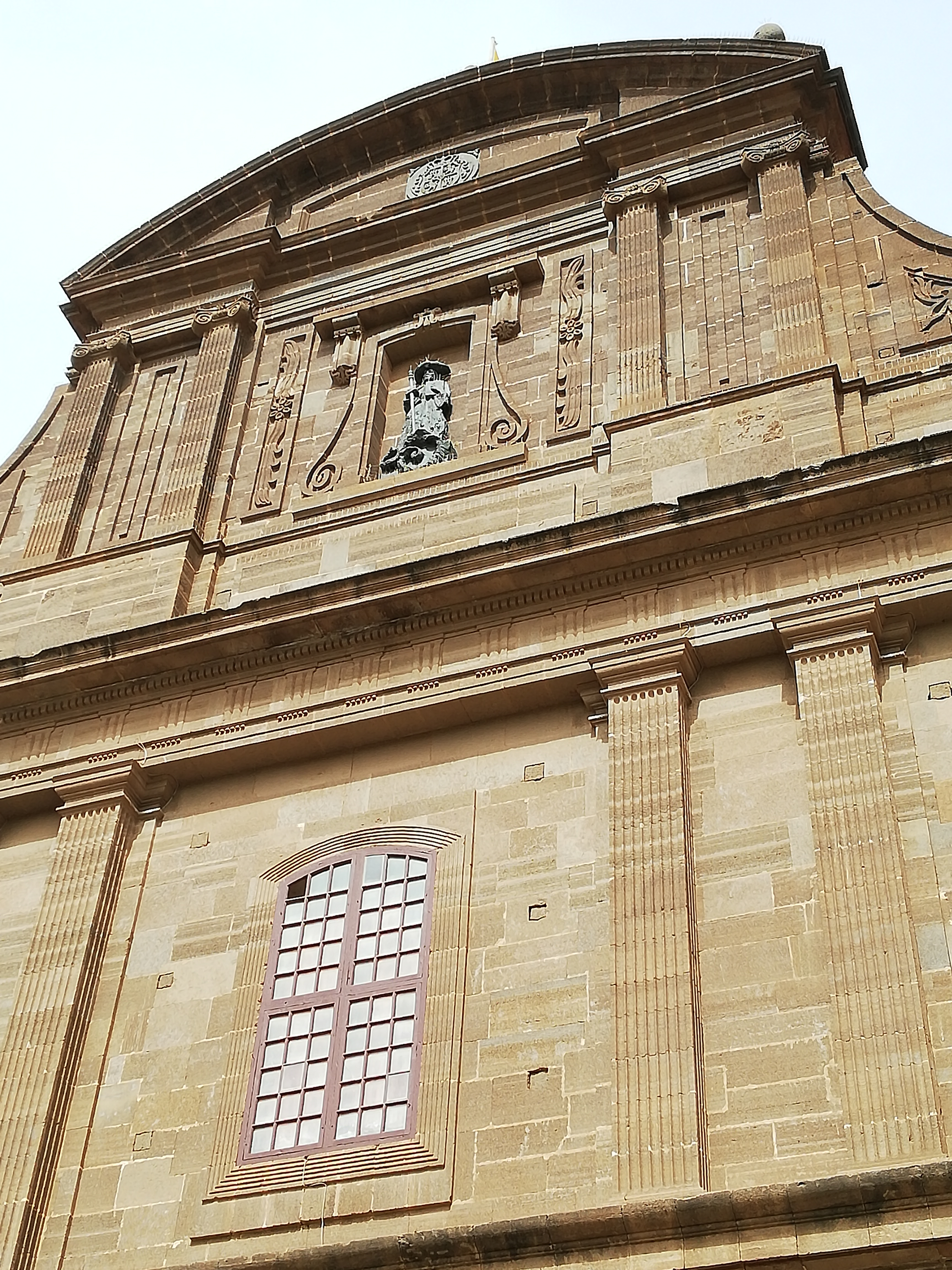
Santiago el peregrino (2004) Autor Juan Borges Linares